# زنبور سرخ

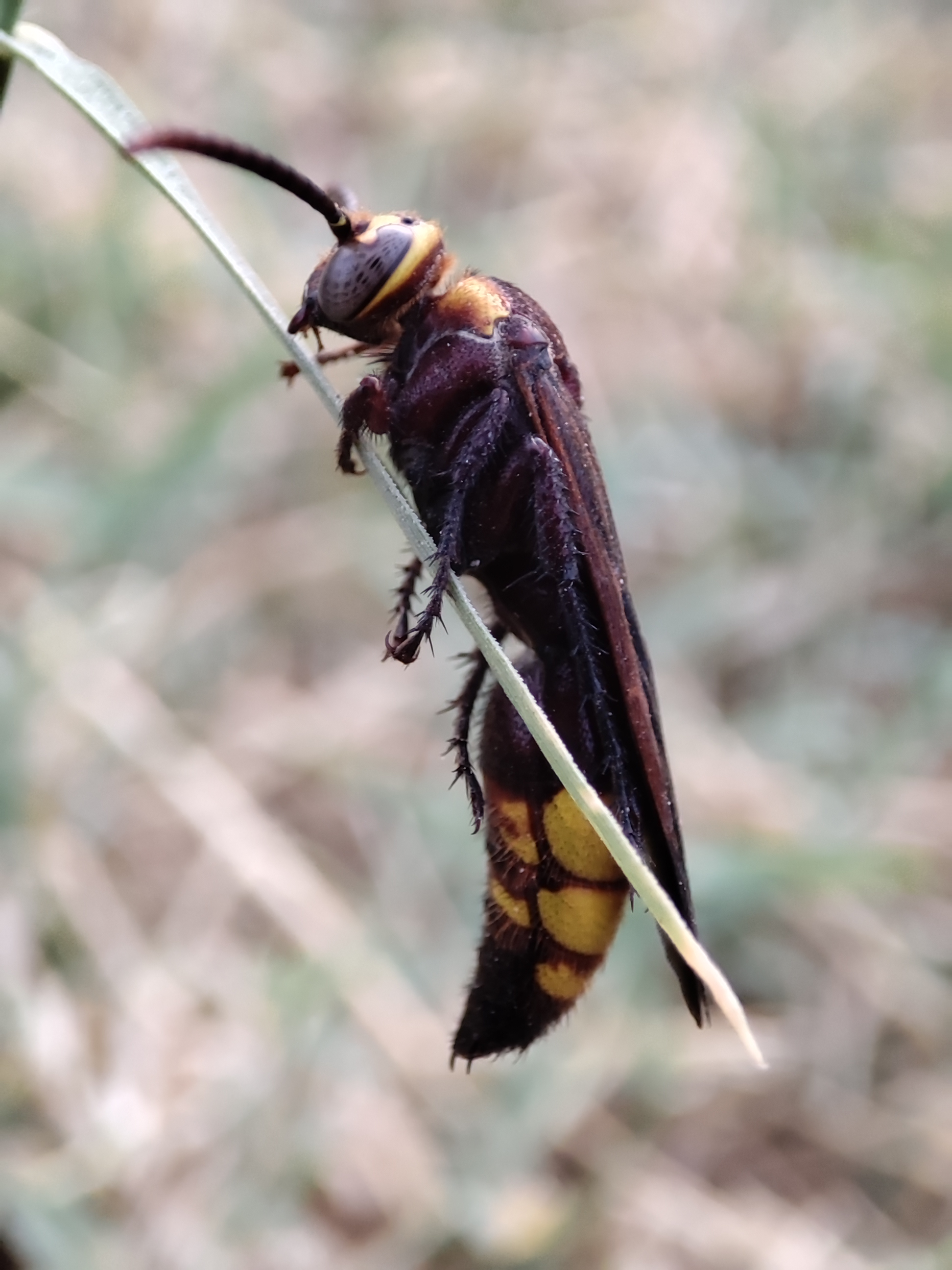
زنبور سرخ، بهبهان

زنبور سرخ (نام علمی: Vespa orientalis) نام یک سرده از خانواده زنبوران است که در ایران با نام زنبور گاوی نیز شناخته می‌شود. زنبورهای سرخ گسترده‌ترین نوع زنبورهای بی‌عسل اجتماعی است. برخی از گونه‌های آنها به ۵٫۵ سانتیمتر نیز می‌رسند. زنبور سرخ آسیایی و زنبور سرخ اروپایی دو گونه معروف این زنبورها هستند. این نوع زنبور در مناطق میانی و جنوبی ایران معمولاً در استان هرمزگان و بوشهر و خوزستان؛ (به دلیل وجود نخلستان‌های خرما) به وفور یافت می‌شود. البته زندگی شهرنشینی این زنبورها را به شهرها کشانده و شهرها یکی از محل‌های مهم زندگی آن‌ها شده‌اند. زنبور قرمز با جثه بزرگ‌تر از زنبور عسل و رنگ قرمز متمایل به قهوه‌ای سوخته که این رنگ بیشتر در سینه و دو حلقه اول و انتهایی شکم و رنگ زرد دو حلقه میانی شکم است و کناره‌های این دوحلقه زردرنگ دو دایره قرمز نیز دیده می‌شود.

## گونه‌ها
- زنبور زردپا Vespa velutina
- زنبور سرخ آسیایی Vespa orientalis
- زنبور سرخ اروپایی Vespa crabro
- زنبور سرخ دم‌سیاه Vespa ducalis
- زنبور سرخ دیبوفسکی Vespa dybowskii
- زنبور سرخ ژاپنی Vespa simillima
- زنبور سرخ سپر سیاه Vespa bicolor
- زنبور سرخ شکم سیاه Vespa basalis
- زنبور سرخ غول‌آسای آسیایی Vespa mandarinia
- زنبور سرخ نوار کوچک Vespa affinis
- زنبور سرخ نواری بزرگ Vespa tropica
- Vespa analis
- Vespa bellicosa
- †Vespa bilineata
- Vespa binghami
- †Vespa ciliata
- †Vespa cordifera
- †Vespa crabroniformis
- †Vespa dasypodia
- Vespa fervida
- Vespa fumida
- Vespa luctuosa
- Vespa mocsaryana
- Vespa multimaculata
- †Vespa nigra
- Vespa philippinensis
- †Vespa picea
- Vespa soror
- Vespa vivax